# Карл Людвіг Струве
Карл Людвіг Струве (1785—1838) — німецький філолог, міфолог, історик стародавнього світу й поет. Доцент Дерптського університету (нині Тарту, Естонія; у той час у складі Російської імперії), керівник гімназії в Кенігзберзі (нині Калінінград, Росія; у той час — у складі Пруссії). Оскільки він багато років працював в Російській імперії, відомий також під зросійщеним ім'ям Карл Якович Струве.
Представник наукової династії Струве, син математика Якоба Струве, брат астронома В. Я. Струве, батько професора хірургії Харківського університету А. К. Струве.

## Біографія
Народився в Ганновері 2 травня 1785 року. 1801 року блискуче склав випускний іспит в Альтонській гімназії, після чого поїхав вивчати філологію й теологію в Геттінгенському університеті. У 1802 році його конкурсний твір «De doctrina Graecorum et Romanorum filosophorum de statu animarum post morem» він був удостоєний золотої медалі.
Провівши рік у Геттінгені, Струве перебрався в Кіль, де його заняття йшли так успішно, що у грудні 1803 року, у неповні 19 років, він витримав випробування на звання доктора філології після захисту дисертації на тему: «Observationum et emendationum in Propertium edendum specinem». У 1804 році він зайняв місце домашнього вчителя у якогось пана Мейнера, який жив у Російській імперії, за 40 верст від Дерпта (тепер місто Тарту в Естонії). Через посередництво професора Дерптського університету Гаспарі, дядька Струве, він познайомився з багатьма професорами цього університету й особливо близько зійшовся з професором політичної економії Фрідріхом Ромбахом, якому було доручено заснувати в Дерпті гімназію. Ромбах, який високо цінував здібного молодого вченого, запросив його в гімназію на посаду викладача грецької мови та літератури.
У 1805 році, після захисту дисертації «Pro venia legende de elementis Empedoclis», Дерптський університет запросив Струве доцентом по кафедрі давньокласичної філології. Як викладач гімназії та приват-доцент університету Струве читав лекції про Гомера, Софокла, Геродота, Ювенала, Горація, про римські та грецькі давнини, про історію та міфологію, грецьку та латинську граматику. У Дерпті він написав більшу частину своїх праць, що зробили його відомим в науковому світі. Зокрема, широку популярність принесла йому промова, вимовлена ним у гімназії, в день коронації імператора Олександра I, 15 вересня 1812 року під назвою: «Der Feldzug des Darius gegen die Scythen» (видана тричі німецькою мовою, у 1812, 1813 і 1822 роках, і перекладена латинською і російською — «Син Отеч.», 1812 р., год. 4).
Постійним бажанням Струве було зайняти ординарну кафедру в університеті. Він був обраний радою професором історії, але з невідомих причин не був затверджений на посаді. Наслідком цієї невдачі стало його рішення бути пастором. У 1813 році він склав випробування при Дерптському університеті на ступінь кандидата теології й зайняв місце пастора в одному приході недалеко від Дерпта, де пробув лише рік, протягом якого встиг вивчити естонську мову. Незабаром за посередництвом професора Бурдаха і свого дядька Гаспарі він отримав запрошення зайняти місце директора старої міської гімназії в Кенігсберзі (теперішнє місто Калінінград в Росії), і в 1814 році після 9-річного перебування в Дерпті переїхав у Кенігсберг. Він керував гімназією понад 24 роки, і за цей час гімназія сильно розвинулась. У Кенігсберзі, він і помер у 1838 році.
Струве залишив після себе низку цінних робіт латиною та німецькою мовою з філології, міфології, історії стародавнього світу і навіть з математики. Також Струве відомий як поет. Спочатку він публікував вірші в різних німецьких періодичних виданнях, а потім зібрав та видав їх окремою книгою під назвою «Gelegenheitsgedichte» (Königsberg, 1815).

## Роботи
- De doctrina Graecorum et Romanorum de statu animarum post mortem. Altona 1803.
- Observationum et emendationum in Propertium edendum specimen. Kiel 1804.
- Dissertatio pro venia legendi de elementis Epidoclis. Dorpat 1805.
- Consilium de nova editione S. A. Propertii mox adornanda. Dorpat 1806.
- Juvenal's erste Satire metrisch übersetzt und mit einem Kommentar begleitet. Dorpat 1807.
- Griechische Grammatik für die Gymnasien des Lehrbezirks der k. Universität zu Dorpat. Riga und Dorpat 1816.
- Theorie der Parallellinien. Königsberg 1820.
- Ueber den politischen Vers der Mittelgriechen, eine Abhandlung. Hildesheim 1828.
- Quaestionum de dialecto Herodoti specimen. Königsberg 1828.
- Opuscula selecta Caroli Ludovici Struvii, edidit J. Th. Struve. Vol. I et II. Leipzig 1854.